# Sigisbert Kraft
Sigisbert Kraft (Bingen am Rhein, 7 settembre 1927 – Waghäusel, 6 gennaio 2006) è stato un vescovo vetero-cattolico tedesco.
Nato in una famiglia cattolica, crebbe a Würzburg. Dal 1º settembre 1944 alla fine della guerra prestò servizio militare, per poi fare lo sgombero delle macerie a Würzburg.

## Studi e ordinazione cattolica
Dopo gli studi di Teologia Cattolica a Würzburg fu in quella stessa città ordinato diacono il 30 luglio 1950 e sacerdote il 22 luglio 1951, ordinato in questo grado dal Vescovo di Monaco, il Cardinal Julius August Döpfner; già nel 1952 ebbe i primi contatti con l'evangelica "Fratellanza di San Michele", della quale divenne membro nel 1969. Dopo anni di servizio come parroco a Kitzingen e insegnante di religione ad Aschaffenburg - nella Diocesi di Würzburg - si unì nel 1961 ai Vecchi Cattolici.

## Sacerdote e vescovo vetero-cattolico
Tra il 1961 e il 1963 ha ricoperto il ruolo di viceparroco a Mannheim e in seguito fu eletto parroco della parrocchia vetero-cattolica di Karlsruhe. Lì lavorò come curatore d'anime parrocchiale e infine come decano dei vetero-cattolici del Baden settentrionale fino alla sua elezione a ottavo vescovo vetero-cattolico tedesco il 27 maggio 1985. Fu ordinato vescovo come successore di Josef Brinkhues il 6 ottobre 1985 nella chiesa evangelica di Karlsruhe e da quel momento si trasferì a Bonn, sede della Diocesi vetero-cattolica di cui prese possesso il 21 giugno 1986. Nel 1988 ordinò a Mannheim la prima Diacona. Il 1º maggio 1992 partecipò in qualità di co-consacratore all'ordinazione episcopale di Rowan Williams come Arcivescovo anglicano del Galles e Vescovo di Monmouth.
Si dimise dal seggio episcopale nel 1995, ed ebbe come successore Joachim Vobbe.

## Liturgia e musica
Dopo ulteriori studi presso la Facoltà di Teologia Evangelica dell'Università di Heidelberg, la Facoltà di Teologia cattolica cristiana dell'Università di Berna e corsi teologici estivi a Canterbury, ottenne il Dottorato di ricerca in Teologia (Scienza della Liturgia e Innologia) nel 1976 all'Università di Berna con una tesi su "Lo sviluppo degli inni ecclesiastici vetero-cattolici tedeschi negli ultimi cento anni". Un punto fermo del suo lavoro risiede nel rinnovamento della Liturgia e della configurazione musicale del servizio divino. Fu in seguito docente, dal 1972 al 1982 di Teologia Pastorale e dal 1979 al 1991 di Scienza Liturgica, al Seminario Vescovile di Bonn. Era membro di diversi gruppi di lavoro e commissioni liturgiche vetero-cattoliche ed ecumeniche nazionali e internazionali.

## Altre informazioni
Nel periodo del suo incarico episcopale i sinodi vetero-cattolici presero importanti decisioni riguardo alla possibilità di accesso per le donne al servizio sacerdotale.
Era sposato con Erentrud Sprenzel, dalla quale ha avuto quattro figli. Morì dopo una lunga malattia il 6 gennaio 2006 nel suo luogo di riposo, Waghäusel-Kirrlach. È sepolto al cimitero principale di Würzburg.
| Controllo di autorità | VIAF (EN) 22945461 · ISNI (EN) 0000 0000 7859 6538 · LCCN (EN) n81137357 · GND (DE) 119177765 |